# Supercoppa polacca 2014 (pallavolo maschile)
La Supercoppa polacca 2014 si è svolta l'8 ottobre 2014: al torneo hanno partecipato due squadre di club polacche e la vittoria finale è andata per la seconda volta allo Skra Bełchatów.

## Regolamento
Le squadre hanno disputato una gara unica.

## Squadre partecipanti
| Squadra        | Qualificazione                           | Ultima partecipazione   |
| -------------- | ---------------------------------------- | ----------------------- |
| Skra Bełchatów | Vincitrice Polska Liga Siatkówki 2013-14 | Supercoppa polacca 2012 |
| ZAKSA          | Vincitrice Coppa di Polonia 2013-14      | Supercoppa polacca 2013 |

## Torneo
| 8 ottobre 2014 Hala Arena Poznań, Poznań Durata: ? - Spettatori: ? | Skra Bełchatów | 3 - 1 | ZAKSA | 26-24, 25-22, 20-25, 27-25 |